# Alberto Barrera Tyszka

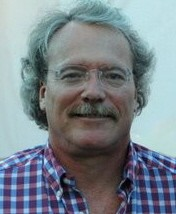
Alberto Barrera Tyszka (2011)

Alberto Barrera Tyszka (geboren 18. Februar 1960 in Caracas) ist ein venezolanischer Schriftsteller und Drehbuchschreiber.

## Leben
Alberto Barrera Tyszka studierte Literatur an der Universidad Central de Venezuela, an der er später selbst einen Lehrauftrag für Literatur erhielt. Er ist Kolumnist der Zeitung El Nacional und schreibt für die Literaturzeitschrift Letras Libres. Barrera Tyszka veröffentlichte fünf Romane (2017), mehrere Erzählbände und mehrere Sachbücher. Er ist Drehbuchautor von einer großen Anzahl Telenovelas, die für den südamerikanischen Markt produziert werden.
Barrera Tyszka wurde 2006 für den Roman La enfermedad mit dem Herralde-Romanpreis ausgezeichnet.  Er hat 2005 mit seiner Partnerin Christina Marcano eine Biografie über Hugo Chávez geschrieben und nach dessen Ableben den Roman Patria o muerte, der 2015 den Premio Tusquets de Novela erhielt.

## Werke (Auswahl)
Belletristik
- También el corazón es un descuido. Plaza & Janés, Mexiko-Stadt 2001.
- La enfermedad. Anagrama, Barcelona 2006.
- Rating. Anagrama, Barcelona 2011.
- Patria o muerte. Anagrama, Barcelona 2015.
  - Die letzten Tage des Comandante. Roman. Übersetzt von Matthias Strobel. Nagel & Kimche, München 2016, ISBN 978-3-312-00994-7.

Sachbuch
- mit Cristina Marcano: Hugo Chávez sin uniforme: una historia personal. Debate, Madrid 2005.
- Alta Traición. Debate, Madrid 2008.
- Un país a la semana. El Nacional Books, Caracas 2013.